# 荻原次晴
荻原 次晴（おぎわら つぎはる、1969年12月20日 - ）は、スキーノルディック複合元選手。現タレント、スポーツキャスター、コメンテーター、スポーツビズ所属。1995年ノルディックスキー世界選手権団体戦金メダリスト、1998年長野オリンピック日本代表。
1992年アルベールビルオリンピック・1994年リレハンメル両冬季五輪・ノルディック複合団体2大会連続金メダリストの荻原健司（現・長野市長）は双子の実兄。

## 人物・来歴
群馬県吾妻郡草津町で、双子の弟として生れる。兄弟は健司の他に姉が3人いる。実家は金物屋。

### 現役時代
幼少時代は双子の兄・健司とともに体操教室で器械体操を習っていた。小学5年生から草津スポーツ少年団でスキージャンプを始め、翌シーズンは兄・健司もスキージャンプを始める。草津町立草津中学校時代には全日本中学選手権に出場。群馬県立長野原高等学校時代に全国高校総体（インターハイ）に出場。その後、早稲田大学人間科学部時代に全日本強化指定選手となる。大学時代は兄・健司がライバルだった河野孝典と切磋琢磨しナショナルチーム入りしたのに対し、次晴はそれほど練習熱心ではなかったこともあり伸び悩む。大学卒業後は北野建設に入社。
1994年、全日本選手権で3位入賞し、その後ノルディック複合・ワールドカップに初出場。翌1994-1995年シーズンのワールドカップチェコ・リベレツ大会（1995年1月14日）とノルウェー・オスロ大会（1995年2月9日）では準優勝を果たした。いずれも優勝は健司で、兄弟のワンツーフィニッシュとなった。特にリベレツでのレースは健司と最後まで優勝争いを演じており、次晴にとって最も印象に残る試合となっている。さらに3月にサンダーベイで行われた世界選手権の団体戦（阿部雅司、荻原次晴、荻原健司、河野孝典）ではオリンピック・世界選手権を通じての日本チーム4連覇に貢献。

1998年長野オリンピックに出場。個人6位、団体（荻原次晴、森敏、富井彦、荻原健司）5位入賞。オリンピック後のワールドカップにも出場した後、この年限りで現役を引退した。

### 現役引退後
現役引退後はタレントに転身、主にスポーツコメンテーターとして活動を開始。またウィンタースポーツの普及活動を行うとともに、テレビのスポーツ番組の解説者なども担当している。かつて現役時代は「キング・オブ・スキー」の名をほしいままにしていた、双子の実兄・健司に間違えられてばかりだったものの、長野五輪の入賞で弟・次晴も有名となった。なお引退後の次晴は、メディアへの登場回数が増えたことと、加えて健司を始めとした日本複合勢の成績低迷が続いていた事などで、逆に兄・健司が弟・次晴に間違われることが増えたという。
「トヨタ自動車・こども店長」の「窓から登場（スキー）編 」（2009年9月21日から放映）で初めてコマーシャルに出演し、またCG作品『スキージャンプ・ペア』の最高技術責任者（CTO）の肩書を持ち、実際に同作品の第2作ではDVDに司会者として出演も果たしている。
双子兄の健司とは普段から仲は良いが、仕事ではライバル心を隠さず厳しい姿勢を持っている。健司が現役を引退して、スポーツキャスターへ転向するような話が出た際、「兄は不器用でキャスターには向いていない。他の道に進むべき」と述べている。
2008年11月1日、14歳年下の会社員の女性（当時24歳）と結婚したことを同年11月3日放送の『ズームイン!!SUPER』にて自ら報告。現在は妻との間に2女2男の4児がいる。
2014年2月、テレビ東京の2014年ソチオリンピック・メインキャスターを務めた。なお、ノルディック複合の個人種目（グンダーセン・ノーマルヒル）において渡部暁斗が、1994年リレハンメルオリンピック以来（団体戦・金、個人戦・河野孝典・銀）、日本代表選手としては20年ぶりとなる銀メダルを獲得。次晴は現地のスタジオ生放送中に喜び、「日本の皆さん、応援有難う御座いました!」と感謝しつつ「本当にこの20年間、ノルディック複合はですね、皆さんにあの、期待して頂きながら…メダル獲れなかったんです。ほんとに苦しかったんです…ノルディック複合は!」と感極まって人目憚らず男泣き、「あきと、ホントに良かったよ!!」と号泣・嗚咽したシーンは、大きな話題ともなった。その後次晴は渡部と対面した際「僕のメダルより話題になってるじゃないすか!」と突っ込まれたという。
2017年6月、テレビ朝日系列『しくじり先生 俺みたいになるな!!』の先生役として出演。ノルディック複合の現役時代、常に双子の兄・健司と比較され続けた苦悩や、金メダリストの兄と何度も偽物扱いされる地獄を味わい、ある日実母に対し健司の弟として誕生したことに「なんで俺を双子に産んだんだよ!」と猛抗議したエピソードなどを告白。しかしその悔しさや反骨精神をバネにして、次晴は念願の長野五輪に兄弟揃って出場。ノルディック複合・個人戦では兄の4位に続き自身も6位入賞を達成、「健司の弟」では無く「荻原次晴」の名前でようやく選手として認めて貰えた喜びや、母親に当った事に関し「五輪が終わった後、健司とお袋に『ごめんな』ってすぐ謝りました。本当に僕は愚かだったと思います」等と、反省の言葉を涙ながらに語っている。最後は兄・健司がVTRで出演し「誰よりも一番見てきた弟・次晴なので、本気を出せば絶対長野五輪で戦えると信じていたし、五輪の後は『俺達よく此処まで来れたよね』という気持ちが大きかった。双子に生まれて良かったと思う」などとコメント、「次晴がいたからこそ私の人生だった。心から感謝を申し上げたい。本当に有難う。次晴頑張れ!俺も負けないぞ!!」と笑顔でエールを贈っていた。

## 主な競技歴

### オリンピック
- 1998年長野（ 日本）
  - 個人6位入賞、団体5位入賞

### 世界選手権
- 1995年サンダーベイ（ カナダ）
  - 団体優勝、個人10位

### ワールドカップ
- 初出場 1994年3月19日  カナダ・サンダーベイ大会 - 12位
- 最終出場 1998年3月18日  ノルウェー・オスロ大会 - 12位
- 個人総合最高成績 1994-1995年シーズン - 4位
- 通算 優勝0回 2位2回 3位0回

| ワールドカップ個人表彰台 | ワールドカップ個人表彰台 | ワールドカップ個人表彰台 | ワールドカップ個人表彰台 | ワールドカップ個人表彰台 | ワールドカップ個人表彰台 |
| シーズン                 | 開催日                   | 開催地                   | 種目                     | 成績                     |                          |
| ------------------------ | ------------------------ | ------------------------ | ------------------------ | ------------------------ | ------------------------ |
| 1994/95                  | 1995年1月14日            | リベレツ                 | LH/15.0Km                | 準優勝                   |                          |
| 1994/95                  | 1995年2月9日             | オスロ                   | LH/15.0Km                | 準優勝                   |                          |

### 国内
- 全日本学生スキー選手権3位（1989年）
- 全日本スキー選手権大会ノルディックスキー・コンバインド3位（1994年）

### その他
- 鳥人間コンテスト選手権大会 人力プロペラ機部門 第4位（2000年）（東京工業大学Meisterのパイロットとして）

## 受賞
- 1994年度JOCスポーツ賞最優秀賞

## 主な出演番組

### テレビ番組
- スポルたん!（仙台放送）
- FNNスーパーニュース（フジテレビ）
- 荻原次晴のスノーブレイク（フジテレビ739、「スポーツブレイク」の前番組）
- ズームイン!!SUPER（日本テレビ系）
- K.I.P!（関西テレビ）
- Yell（TBS）
- SpoMaga→アスリートLiveTV（BS日テレ）
- 荻原次晴のスポーツブレイク（フジテレビONE）
- 鳥人間コンテスト（読売テレビ制作・日本テレビ系列全国ネット、年1回放送）

※琵琶湖を航行するボートからのリポートを主に担当。前述のように、番組企画の一環でコンテストに出場したこともある。
- BOAT RACEライブ（BSフジ等）

※SG及びプレミアムG1開催時のみ
- 趣味Do楽「誰でも歌はうまくなる!広瀬香美のボーカル・レッスン」（NHK Eテレ、2012年10月・11月期）
  - 趣味Do楽「めざせカラオケ王（キング）!広瀬香美のボーカル・レッスンPART2」（NHK Eテレ、2013年12月・2014年1月期）
- 2014年ソチオリンピック（2014年、テレビ東京） - 中継キャスター
- ひるおび!（TBSテレビ） - 隔週月曜日コメンテーター
- しくじり先生 俺みたいになるな!!（2017年6月11日、テレビ朝日）- 先生役
- 2018年平昌オリンピック（2018年、テレビ東京） - フィールドキャスター
- 2022年北京オリンピック（2022年、テレビ東京） - フィールドキャスター

### ラジオ
- サンデースポーツパラダイス〜てっぺん!〜（2005年 - 2006年、文化放送）
- 荻原次晴のニッポン応援団 （山口放送・岐阜放送他）
- 2016年リオデジャネイロオリンピック 民放ラジオ101局統一番組（2016年8月6日 - 8月22日[10]、文化放送） - 番組キャスター [11]
  - リオデジャネイロオリンピック リポート（平日12～14時の間に10分間、土・日12～22時の間に5分間）
  - リオデジャネイロオリンピック ハイライト（平日15～17時の間に10分間、土・日15～22時の間に5分間）
  - VIVA!リオデジャネイロオリンピック（17～19時の間に90秒間）

## 著書
- 『次に晴れればそれでいい』 TOKYO FM出版 （1998年12月）
- 『荻原健司－栄光と苦悩』 文春ネスコ出版 （2002年7月）

## 主な役職
- 草津町観光大使